# Замчалово (Красносулинский район)
Замчалово — станция в Красносулинском районе Ростовской области. Входит в состав Ковалевского сельского поселения.Есть школа 9 классов, там же детский сад. 1 магазин. Железнодорожное сообщение с г. Ростовом-на-Дону (электропоезда).

## География
В населённом пункте находится железнодорожная станция Замчалово.

### Улицы
| - ул. Верхняя, - ул. Горького, - ул. Заводская, - ул. Кооперативная, - ул. Красноармейская, - ул. Пионерская, - ул. Пожарского, | - ул. Привокзальная, - ул. Тимирязева, - ул. Центральная, - ул. Цимлянская, - ул. Циолковского, - пер. Светлый. |

## Население
| 1989 | 2002 | 2010 |
| ---- | ---- | ---- |
| 938  | ↘767 | ↘541 |